# 佛卡洛
佛卡洛（英語：Focalor），別名「佛爾卡洛」（Forcalor），是所羅門七十二柱魔神中排第41位的魔神。位階公爵，統帥30個軍團，別號「水域公爵」。常見的形像為人身、獅鷲獸的翼。也可能乘坐獅鷲獸現身。能力與威沛（Vepar，所羅門七十二柱魔神中的第42位）很像，都是控制海洋的能力。擅控制風與海的力量，召喚他的人通常目的就是要讓某人溺斃、或是船支沉沒。佛卡洛最大的興趣就是喜歡將人丟進海中，欣賞其溺斃。對於召喚者的命令雖然會實行，但會十分不悅。同樣是希望能重返天界的墮天使，也在期待第七座天使的君王輪迴，卻也同樣受騙。相傳許多書中都有提到祂原本是座天使墮天之後變成的惡魔。

## 流行文化
- 遊戲《原神》中的水神芙宁娜的神名，但多加了「S」以表示複數型態存在。